# Fontaine de la place San Marco
La fontaine de la piazza San Marco est une fontaine de Rome se trouvant au Pincio. Elle se trouvait à l'origine au centre de la place homonyme, qui est aujourd'hui devenue la piazza Venezia. 

## Histoire
La plus ancienne présence d'une fontaine est attestée vers 1460, lorsque le pape Paul II (qui avait sa résidence dans le palais de Venise), avait installé une vasque ovale en granit, probablement une relique récupérée des thermes de la Rome antique. Environ un siècle après, la vasque a été donnée à la famille Farnèse, en échange d'une autre hexagonale, un peu plus petite et moins décorée.
Immédiatement après la restauration de l'aqueduc de l'Aqua Virgo, achevé en 1570, ont été les travaux entrepris la construction d'un certain nombre de fontaines. Parmi les fontaines commandées par le pape Grégoire XIII, Giacomo Della Porta, autour de 1580, a également conçu celle de la piazza San Marco, en utilisant la vasque précédente.
Le projet a rapidement tourné court, la pression que l'eau n'étant pas suffisante pour aller jusqu'à la fontaine.
Dix ans plus tard, la construction du nouvel l'aqueduc de l'Acqua Felice a abouti à l'allègement de l'exploitation de l'Aqua Virgo, et le vieux projet de Della Porta, devenant enfin possible, a été approuvé par le pape Sixte V, avec un changement important: la vieille vasque antique a été insérée dans une plus grande, souterraine, afin de maximiser la pression de l'eau avec l'abaissement du point de fuite.
Giacomo Della Porta a demandé également à utiliser la statue de Marforio, qui était sur le Capitole. Cela ne s'est pas fait et la statue est restée sur la colline du Capitole, 
Le monument n'a été récupéré que dans la première moitié du XIXe siècle, lorsque le pape Pie IX l'a transféré sur le Pincio, où il se trouve toujours actuellement.